# 日産・ピンターラ
ピンターラ（PINTARA）は、日本の自動車メーカー、日産自動車の子会社である日産自動車オーストラリアにより製造・販売されたコンパクト4ドアセダンおよび5ドアステーションワゴンである。

## 初代（R31型、1986年 - 1990年）

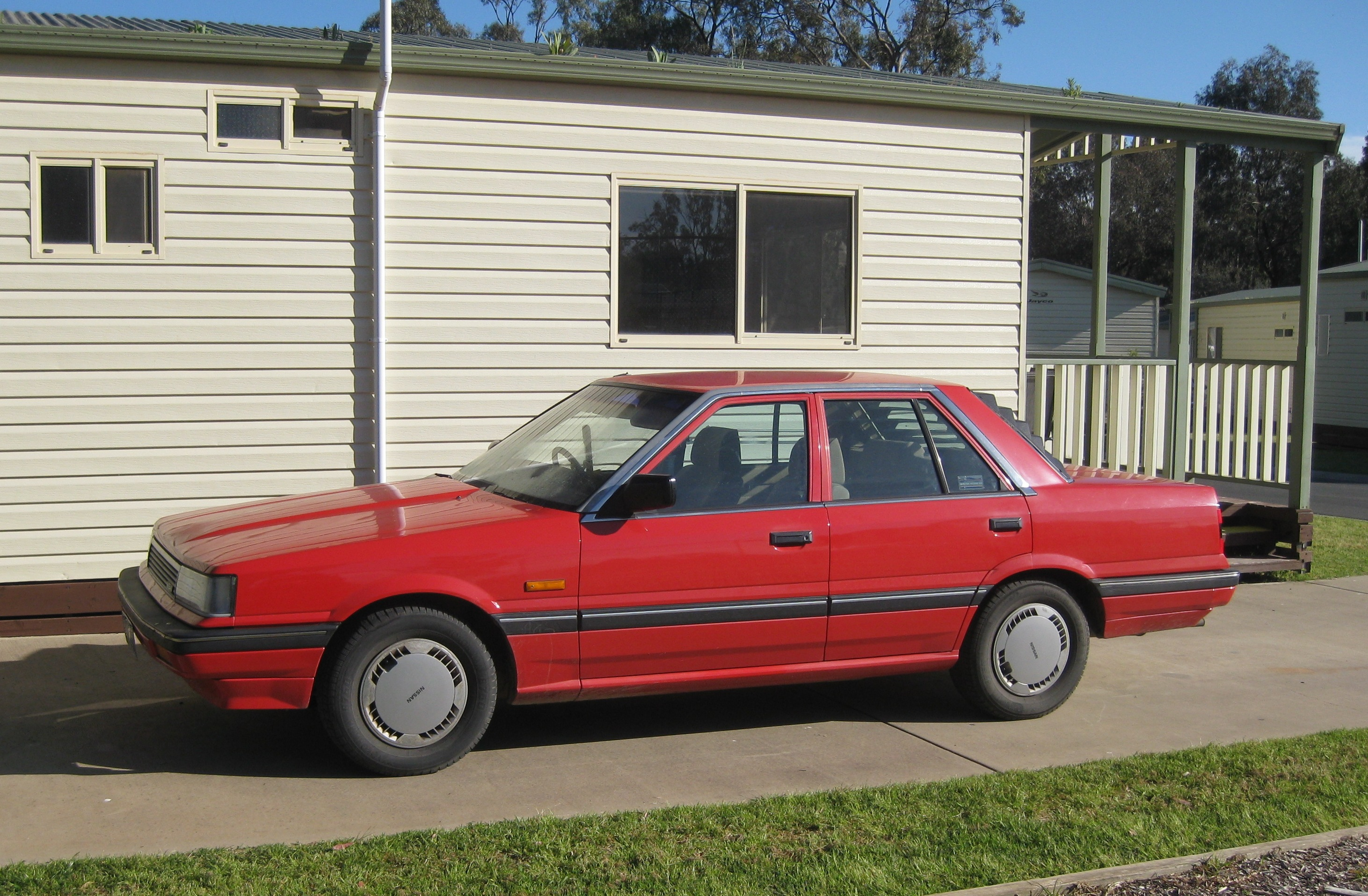
初代ピンターラセダン

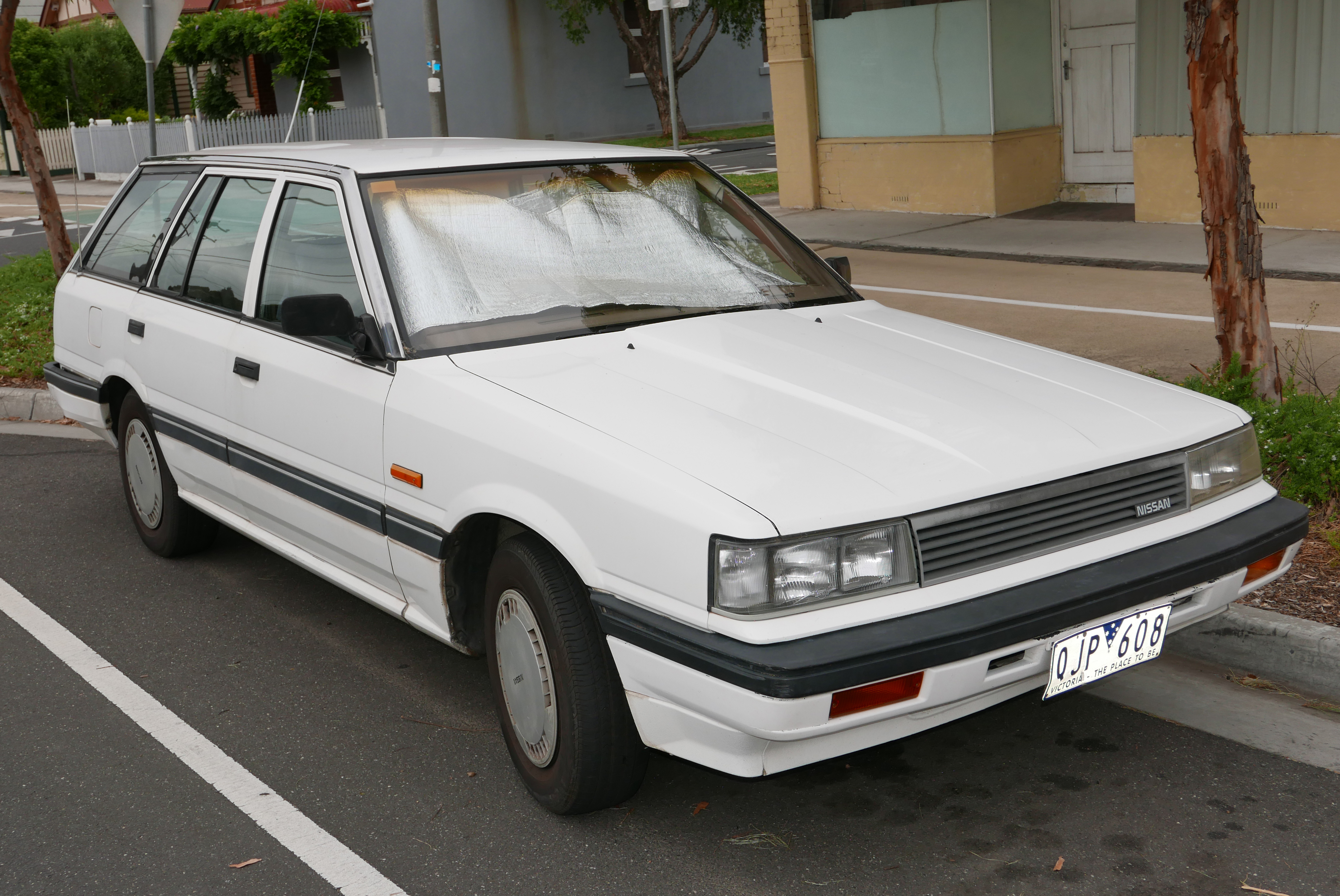
初代ピンターラワゴン

1986年（昭和61年）半ば、日産自動車オーストラリアがオーストラリア連邦ビクトリア州メルボルンクレイトン組立工場においてR31型スカイラインの現地生産車として生産・販売開始。ボディタイプは4ドアセダンと5ドアステーションワゴンが用意され、エンジンは現地製SOHC・インジェクションの2.0L（2,000cc）直列4気筒CA20E型のみを搭載し、三菱・マグナとの競合を意図した。また、R31型の現地製直列6気筒搭載車はスカイラインの名称で販売され、それまで販売されたセドリック（230型から430型をダットサン・220C、ダットサン・260C、ダットサン・280Cの名称で販売）の輸入終了に伴う代替車種の一環で誕生したスカイラインTI3.0L（RB30E型搭載）は、日本仕様車には設定のないグレードであった。それより下位グレードにはGX、シルエットも用意された。なお、1989年（平成元年）のセフィーロの出現に伴い、2代目以降直列6気筒搭載車は廃止された。
グレード構成はGLi、エグゼクティブ（EXECUTIVE）、GX、GXEの4種で構成される。セダンのGXとGXEには、フロントとリアにエアダム、リアスポイラー、サイドスカート、グリルカバー、アルミホイール、ロープロファイルタイヤを装着したTRXボディキット・パッケージも設定された。なお、後のU12型TRXとは異なり、性能的な変更はなかった。

## 2代目（U12型、1989年 - 1992年）

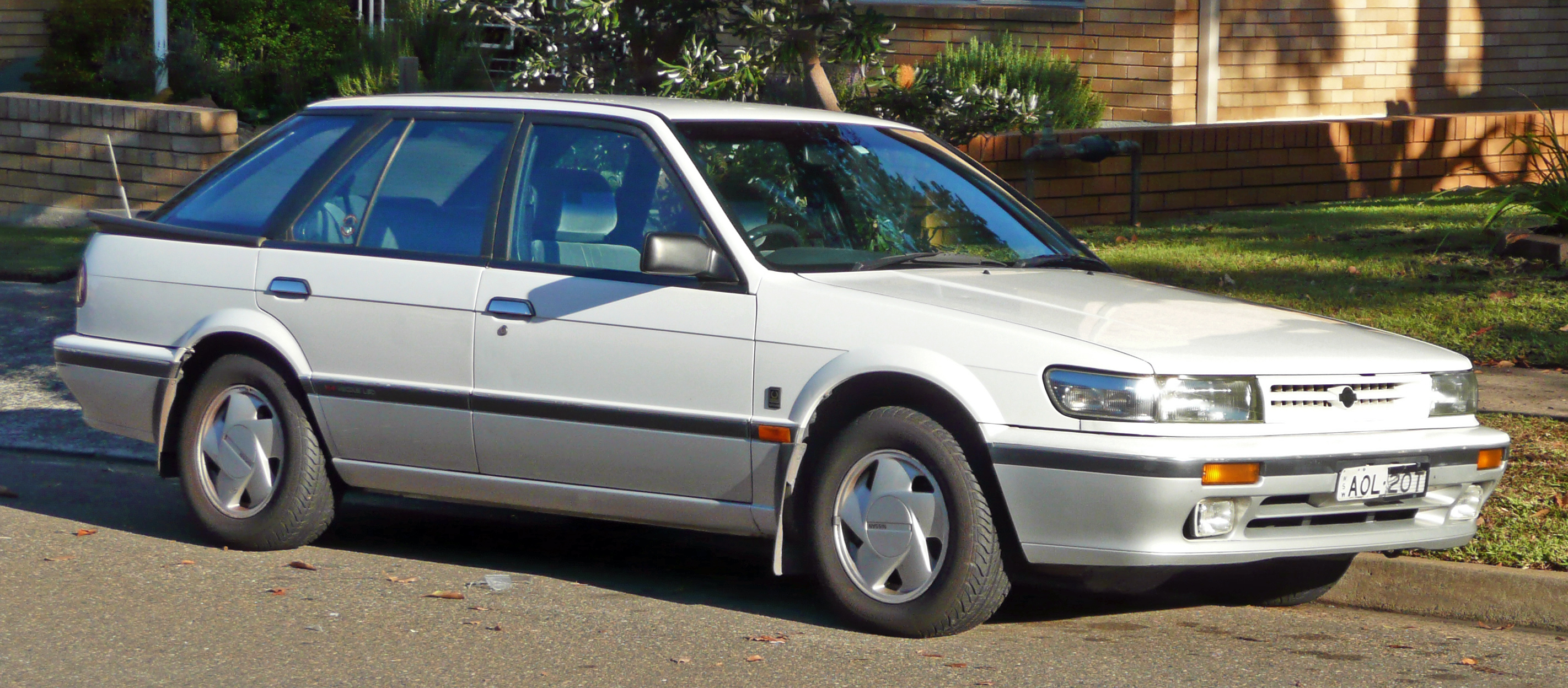
2代目ピンターラハッチバック

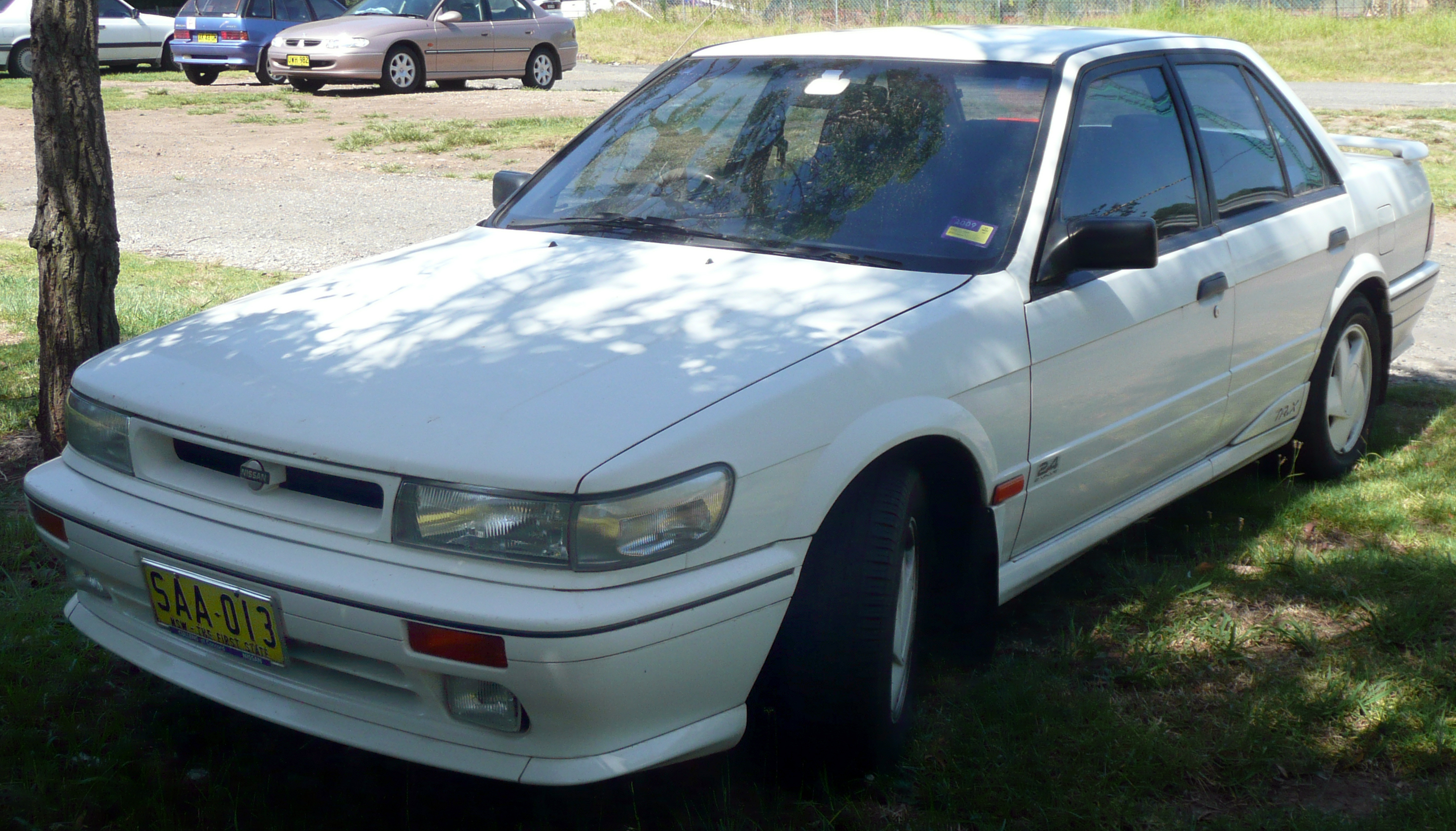
2代目ピンターラセダン　TR-X

U12型ブルーバードの現地生産モデルとなり（910型以来、2世代ぶりにブルーバードが現地生産されたことにもなる）、同時に、駆動方式が先代のFRからFFへ変更された。搭載エンジンはCA20E型2,000 ccの他、KA24E型2,400 ccの設定もあり、910型ブルーバードの時と同様、スポーツグレードには「TR-X」の名が与えられた。
また、このモデルはバトンプラン（ボタンプランとも）によってオーストラリア国内のフォードにも「コルセア」の名でOEM供給された。
ボディタイプは4ドアセダンと5ドアハッチバックの2種類のラインアップがあった。2.0 Lの5ドアハッチバックモデルは搭載エンジンがCA20E型からSR20DE型に変更され、「ブルーバード オーズィー｣の名で日本に輸入されたものの、基本的にオーストラリア現地仕様のままだったため日本での保守整備面への配慮が欠け、中でもエアコンは日本国内の補給部品を利用した修理が不可という致命的な問題があり、人気は当初から低迷した。輸入台数は概ね1,300台弱に留まる。
1993年（平成5年）には日産のオーストラリア工場閉鎖のため、コルセアと共に生産中止となった。